# Saint-Paul-du-Vernay
Pour les articles homonymes, voir Saint-Paul.
Saint-Paul-du-Vernay est une commune française, située dans le département du Calvados en région Normandie, peuplée de 830 habitants (les Saint-Paulois).

## Géographie
Saint-Paul-du-Vernay est une commune du Bessin située à 6 kilomètres de Balleroy et 11 kilomètres de Bayeux, elle est traversée par la rivière l'Aurette, affluent de l'Aure.
| Noron-la-Poterie | Subles                                                   | Arganchy, Juaye-Mondaye                     |
| Castillon        | Saint-Paul-du-Vernay                                     | Trungy                                      |
| Cahagnolles      | Cahagnolles, Aurseulles (comm. dél. de Torteval-Quesnay) | Aurseulles (comm. dél. de Torteval-Quesnay) |

### Hydrographie
La commune est située dans le bassin Seine-Normandie. Elle est drainée par la Drome, l'Aurette, les Cayennes, le cours d'eau 01 de la Coudraye, le fossé 01 de la Bonne, le cours d'eau 09 du Château, le Dieulait, le fossé 15 du Manoir et un autre petit cours d'eau,.
La Drôme, d'une longueur de 58 km, prend sa source dans la commune de Souleuvre en Bocage et se jette  dans l'Aure à Maisons, après avoir traversé 26 communes. 
L'Aurette, d'une longueur de 12 km, prend sa source dans la commune de Sainte-Honorine-de-Ducy et se jette  dans l'Aure à Trungy, après avoir traversé six communes. 

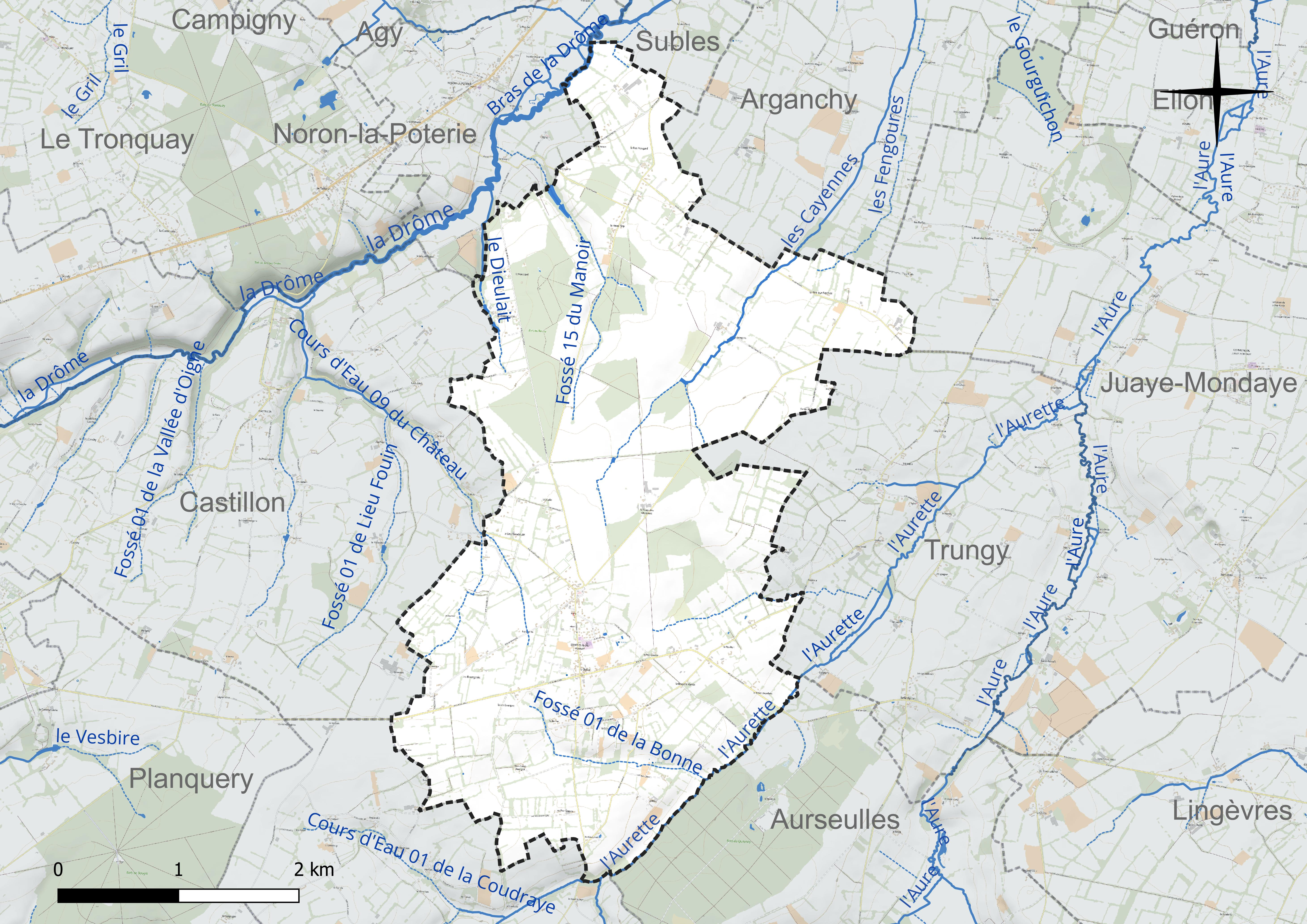
Réseau hydrographique de Saint-Paul-du-Vernay.

### Climat
Pour des articles plus généraux, voir Climat de la Normandie et Climat du Calvados.
En 2010, le climat de la commune est de type climat océanique franc, selon une étude du CNRS s'appuyant sur une série de données couvrant la période 1971-2000. En 2020, Météo-France publie une typologie des climats de la France métropolitaine dans laquelle la commune est exposée à un climat océanique et est dans la région climatique  Normandie (Cotentin, Orne), caractérisée par une pluviométrie relativement élevée (850 mm/a) et un été frais (15,5 °C) et venté. Parallèlement le GIEC normand, un groupe régional d'experts sur le climat, différencie quant à lui, dans une étude de 2020, trois grands types de climats pour la région Normandie, nuancés à une échelle plus fine par les facteurs géographiques locaux. La commune est, selon ce zonage, exposée à un « climat contrasté des collines », correspondant au Bocage normand, bien arrosé, voire très arrosé sur les reliefs les plus exposés au flux d'ouest, et frais en raison de l'altitude.
Pour la période 1971-2000, la température annuelle moyenne est de 10,4 °C, avec  une amplitude thermique annuelle de 12 °C. Le cumul annuel moyen de précipitations est de 859 mm, avec 12,9 jours de précipitations en janvier et 7,7 jours en juillet. Pour la période 1991-2020, la température moyenne annuelle observée sur la station météorologique la plus proche, située sur la commune de Balleroy-sur-Drôme à 6 km à vol d'oiseau, est de 11,2 °C et le cumul annuel moyen de précipitations est de 924,3 mm,. Pour l'avenir, les paramètres climatiques de la commune estimés pour 2050 selon différents scénarios d'émission de gaz à effet de serre sont consultables sur un site dédié publié par Météo-France en novembre 2022.

## Urbanisme

### Typologie
Au 1er janvier 2024, Saint-Paul-du-Vernay est catégorisée commune rurale à habitat dispersé, selon la nouvelle grille communale de densité à 7 niveaux définie par l'Insee en 2022.
Elle est située hors unité urbaine. Par ailleurs la commune fait partie de l'aire d'attraction de Caen, dont elle est une commune de la couronne,. Cette aire, qui regroupe 296 communes, est catégorisée dans les aires de 200 000 à moins de 700 000 habitants,.

### Occupation des sols
L'occupation des sols de la commune, telle qu'elle ressort de la base de données européenne d'occupation biophysique des sols Corine Land Cover (CLC), est marquée par l'importance des territoires agricoles (86,2 % en 2018), une proportion sensiblement équivalente à celle de 1990 (86,3 %). La répartition détaillée en 2018 est la suivante : 
prairies (47,8 %), terres arables (34,9 %), forêts (10,2 %), zones agricoles hétérogènes (3,5 %), zones urbanisées (2 %), milieux à végétation arbustive et/ou herbacée (1,6 %). L'évolution de l'occupation des sols de la commune et de ses infrastructures peut être observée sur les différentes représentations cartographiques du territoire : la carte de Cassini (XVIIIe siècle), la carte d'état-major (1820-1866) et les cartes ou photos aériennes de l'IGN pour la période actuelle (1950 à aujourd'hui).

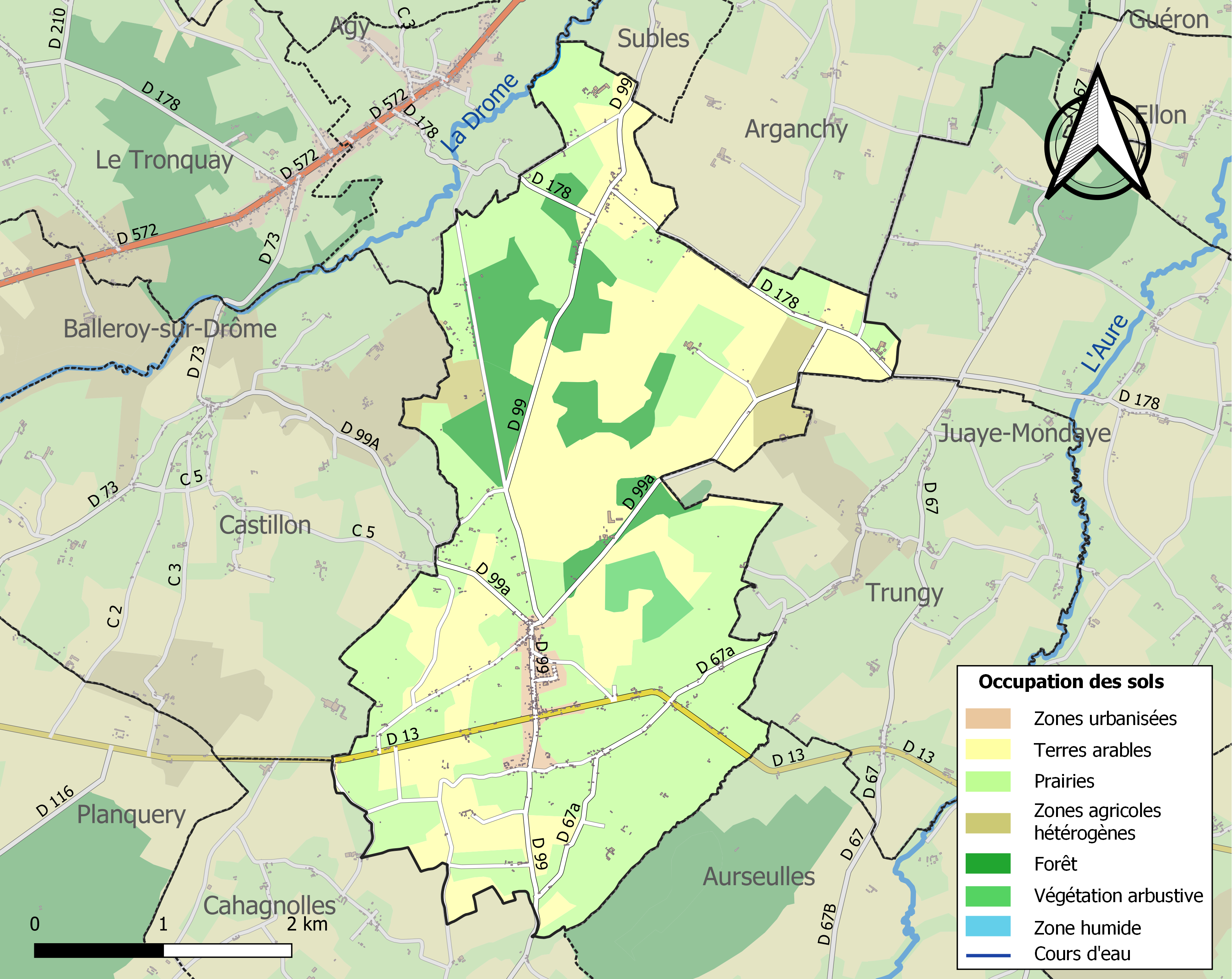
Carte des infrastructures et de l'occupation des sols de la commune en 2018 (CLC).

## Toponymie
Le nom de la localité est attesté sous les formes Ver, Verum, Vernum en 1066, Veirs en 1156, Verneium en 1198, Le Vernay en 1793, puis Paul-Duvernay en 1801.
Vernay correspond à l'ancien français verne, « aulne », issu du gaulois vernos.
Saint-Paul est un hagiotoponyme, la paroisse est dédiée à Paul de Tarse, apôtre du Ier siècle.

## Histoire
Le site est occupé depuis l'époque gallo-romaine. Les Celtes ont laissé une large empreinte, à commencer par son toponyme d'origine celtique.
Au XVIe siècle, les bois appartiennent au marquis de Balleroy, Paul de Choisy. Vers le milieu du siècle, Louis XIV avait cédé les bois du Vernay et du Tronquay à ce dernier en échange d'une propriété que possédait monsieur de Choisy à Paris, près de l'emplacement du Louvre.

## Politique et administration
| Période                                  | Période  | Identité          | Étiquette | Qualité               |
| ---------------------------------------- | -------- | ----------------- | --------- | --------------------- |
| avant 1995                               | 1995     | Marcel Feuillet   |           |                       |
| 1995                                     | mai 2020 | Sylvine Bellemain | SE        | Attachée de direction |
| mai 2020                                 | En cours | Serge Lepelletier | SE        | Policier municipal    |
| Les données manquantes sont à compléter. |          |                   |           |                       |

Le conseil municipal est composé de quinze membres dont le maire et trois adjoints.

## Démographie
L'évolution du nombre d'habitants est connue à travers les recensements de la population effectués dans la commune depuis 1793. Pour les communes de moins de 10 000 habitants, une enquête de recensement portant sur toute la population est réalisée tous les cinq ans, les populations de référence des années intermédiaires étant quant à elles estimées par interpolation ou extrapolation. Pour la commune, le premier recensement exhaustif entrant dans le cadre du nouveau dispositif a été réalisé en 2004.
En 2022, la commune comptait 830 habitants, en évolution de +2,34 % par rapport à 2016 (Calvados : +1,58 %, France hors Mayotte : +2,11 %).
Saint-Paul-du-Vernay a compté jusqu'à 1 234 habitants en 1836.
| 1793  | 1800 | 1806  | 1821  | 1831  | 1836  | 1841  | 1846  | 1851  |
| ----- | ---- | ----- | ----- | ----- | ----- | ----- | ----- | ----- |
| 1 040 | 920  | 1 137 | 1 173 | 1 130 | 1 234 | 1 115 | 1 171 | 1 188 |

| 1856  | 1861  | 1866  | 1872  | 1876  | 1881  | 1886  | 1891  | 1896 |
| ----- | ----- | ----- | ----- | ----- | ----- | ----- | ----- | ---- |
| 1 125 | 1 129 | 1 116 | 1 091 | 1 092 | 1 074 | 1 048 | 1 054 | 959  |

| 1901 | 1906 | 1911 | 1921 | 1926 | 1931 | 1936 | 1946 | 1954 |
| ---- | ---- | ---- | ---- | ---- | ---- | ---- | ---- | ---- |
| 900  | 908  | 840  | 712  | 677  | 656  | 631  | 627  | 662  |

| 1962 | 1968 | 1975 | 1982 | 1990 | 1999 | 2004 | 2006 | 2009 |
| ---- | ---- | ---- | ---- | ---- | ---- | ---- | ---- | ---- |
| 632  | 625  | 535  | 578  | 612  | 650  | 664  | 638  | 726  |

| 2014 | 2019 | 2022 | - | - | - | - | - | - |
| ---- | ---- | ---- | - | - | - | - | - | - |
| 797  | 831  | 830  | - | - | - | - | - | - |

## Économie
La commune se situe dans la zone géographique des appellations d'origine protégée (AOP) Beurre d'Isigny et Crème d'Isigny.

## Lieux et monuments
- Église Saint-Paul du XVIIe siècle inscrite au titre des monuments historiques par arrêté du 21 mai 1927[33]. Elle abrite un retable du XVIIe orné d'un bas-relief et une statue de saint Gorgon du XVIIIe classés au titre objet[34].
- Ancien prieuré au Mesnil-Hamel.
- vestiges d'une motte féodale[35].

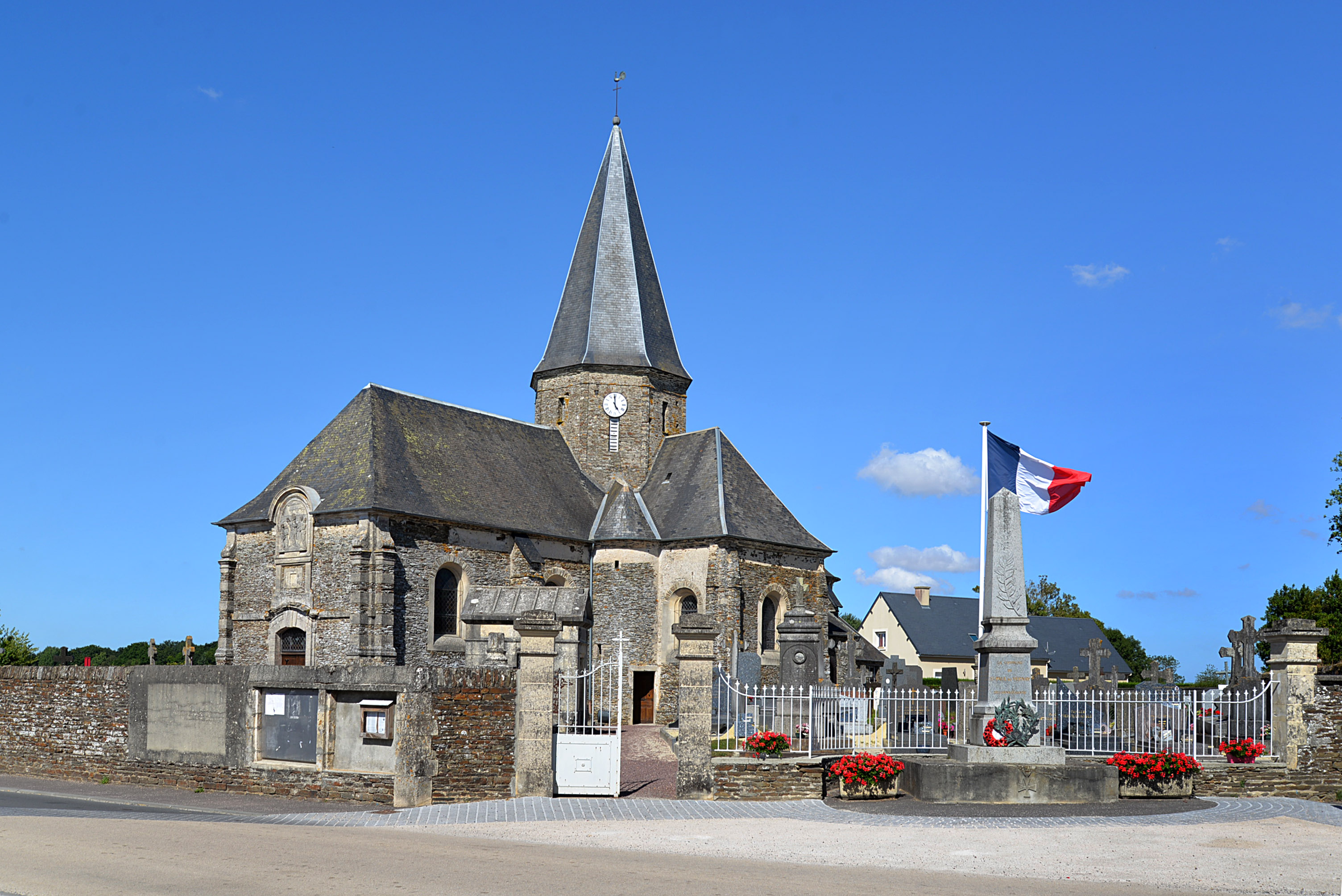
L'église Saint-Paul et le monument aux morts.
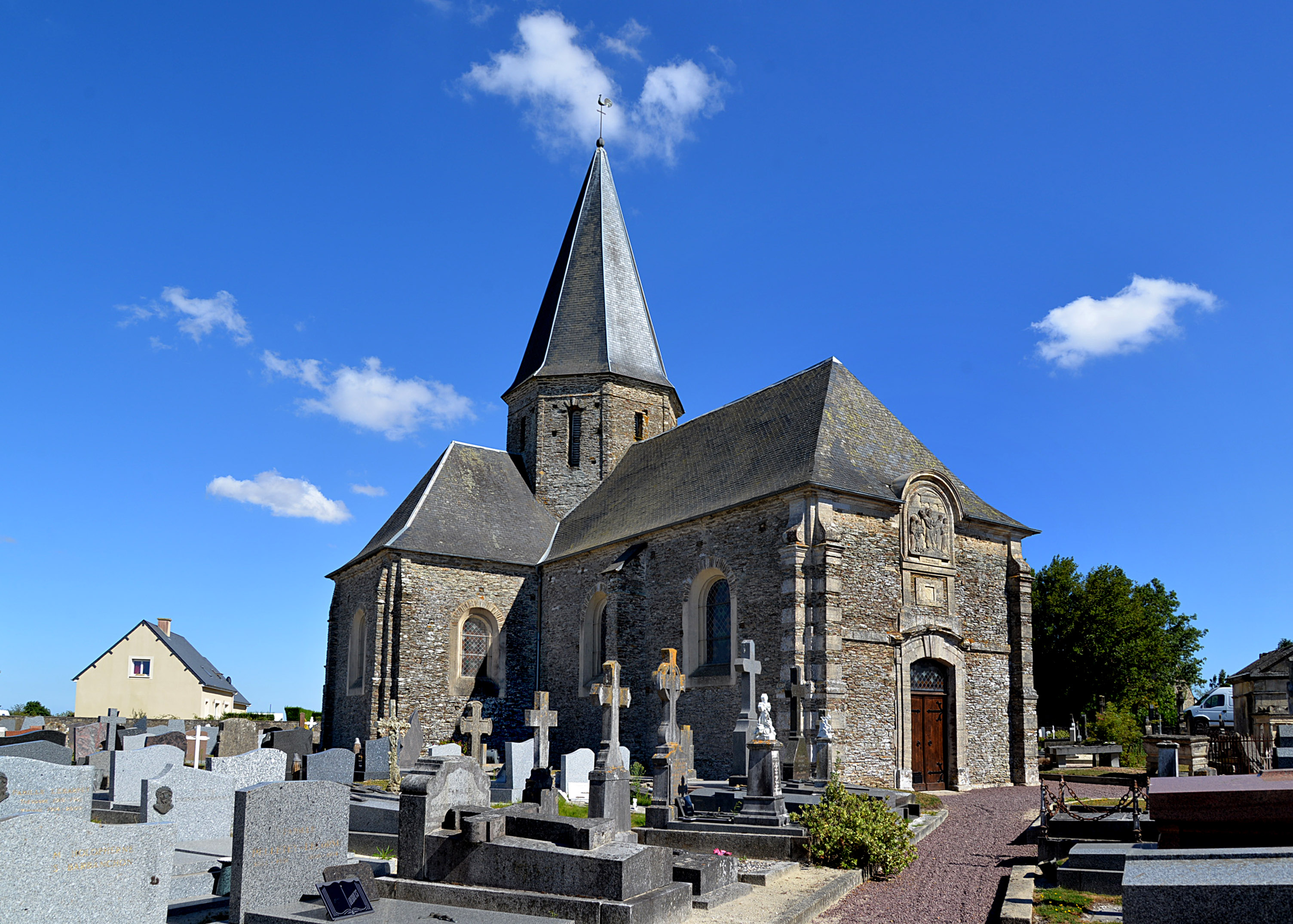
L'église Saint-Paul.
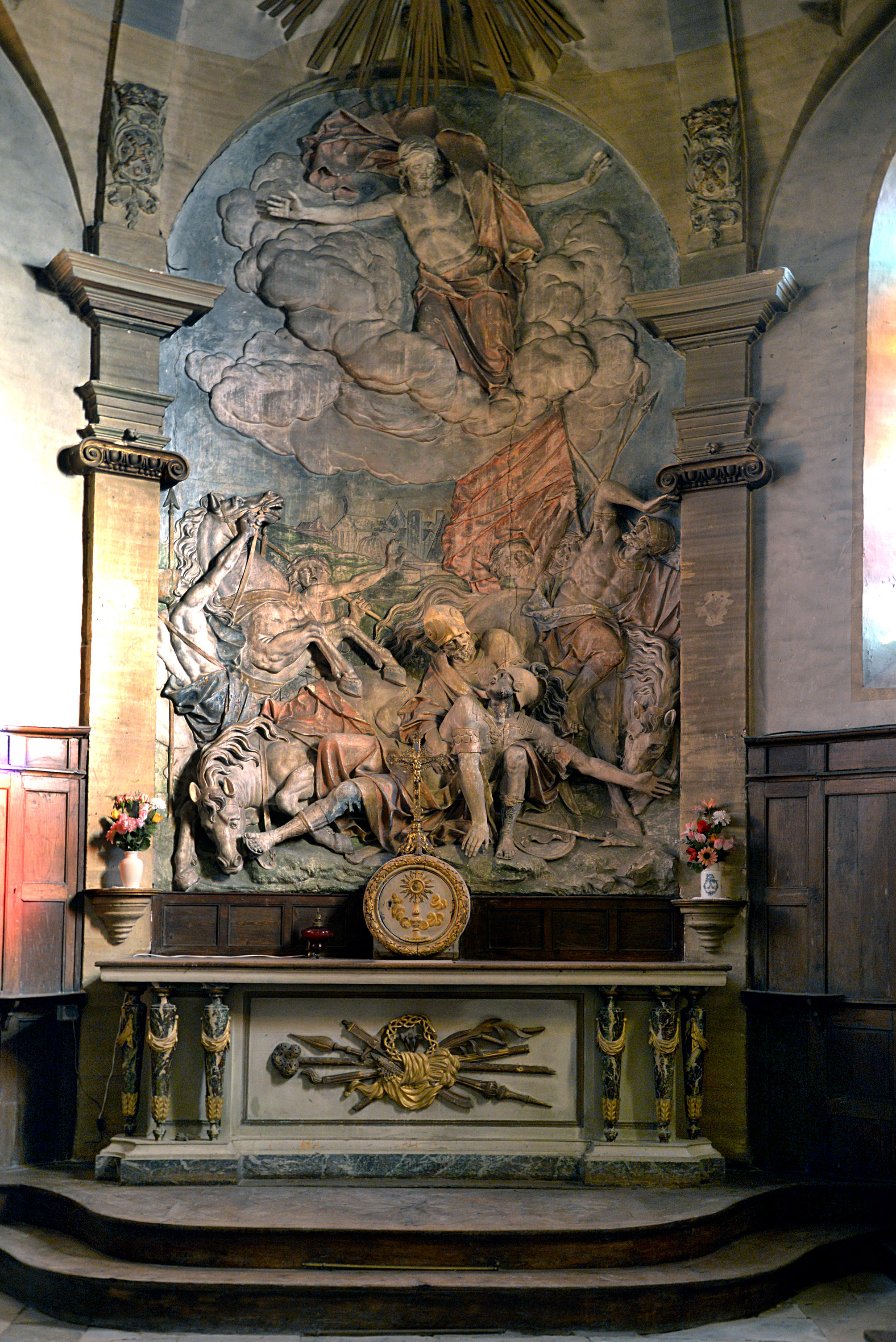
Le retable.
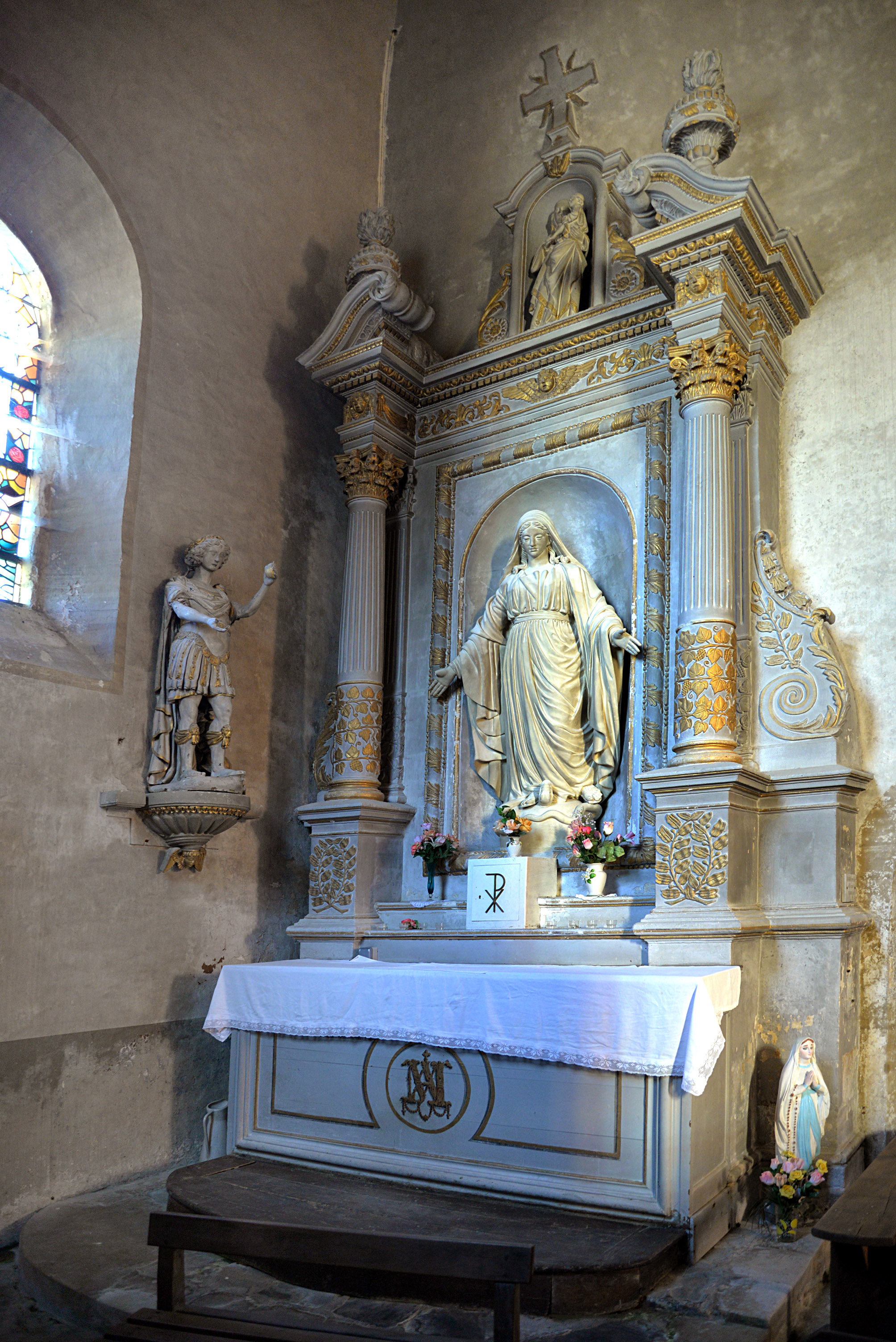
À gauche, statue du XVIIIe siècle en bois de saint Gorgon ou Gourgon.

## Activité et manifestations

### Jumelages
King's Somborne (Royaume-Uni) depuis 1993.

### Sports
Le Saint-Paul-du-Vernay Football Club fait évoluer une équipe de football en divisions de district.